# غابرييل فالنسيا
غابرييل فالنسيا (بالإسبانية: Gabriel Valencia)‏ (و. 1799 – 1848 م) هو سياسي من المكسيك .